# Gobierno municipal de Hinojosa del Duque

## Alcaldes durante laDictadura de Primo de Rivera(1923-1931)
| Alcalde                 | Año inicio | Año fin |
| ----------------------- | ---------- | ------- |
| Nicasio Mateos Ropero   | 1921       | 1922    |
| Francisco Calvo de Mora | 1922       | 1923    |
| Felipe Vigara Perea     | 1923       | 1924    |
| Gabriel Murillo Torrico | 1924       | 1925    |
| Manuel Blasco Perea     | 1925       | 1929    |
| José Castells Pedrajas  | 1929       | 1930    |
| Alfonso Sánchez Ramírez | 1930       | 1930    |
| Pedro A. Perea Blasco   | 1930       | 1931    |

## Alcaldes durante laSegunda República(1931-1939)
| Alcalde                   | Año inicio | Año fin |
| ------------------------- | ---------- | ------- |
| Alfonso Sánchez Ramírez   | 1931       | 1931    |
| Sebastián Martínez García | 1931       | 1931    |
| José Barbero Carrasco     | 1931       | 1934    |
| Luis Gómez Monsalve       | 1934       | 1936    |
| José Barbero Carrasco     | 1936       | 1936    |
| Adolfo Merino Fernández   | 1936       | 1936    |
| José Gordillo Copado      | 1936       | 1936    |
| Adolfo Merino Fernández   | 1936       | 1936    |
| Melanio Largo González    | 1936       | 1937    |
| Eloy Pizarro Sandoval     | 1937       | 1938    |
| Adolfo Merino Fernández   | 1938       | 1939    |
| Lázaro Leal Martínez      | 1939       | 1939    |

## Alcaldes durante elFranquismo(1939-1976)
| Alcalde                   | Año inicio | Año fin |
| ------------------------- | ---------- | ------- |
| Luis Perea Blasco         | 1939       | 1939    |
| Felipe Gómez Moreno       | 1939       | 1940    |
| Feliciano A. Leal Márquez | 1940       | 1941    |
| Emilio Luque Delgado      | 1941       | 1946    |
| Francisco Sánchez Torrico | 1946       | 1948    |
| Tomás E. Pla Jurado       | 1948       | 1949    |
| Guillermo Caballero Rubio | 1949       | 1971    |
| Pablo Manuel Rubio Ramos  | 1971       | 1976    |

## Alcaldes durante laTransición(1976-1979)
| Alcalde                  | Año inicio | Año fin |
| ------------------------ | ---------- | ------- |
| Emiliano Caballero Peñas | 1976       | 1979    |

## Alcaldesconstitucionales(1979-Actualidad)
| Alcalde                  | Partido político | Año inicio | Año fin    |
| ------------------------ | ---------------- | ---------- | ---------- |
| Emiliano Caballero Peñas | UCD              | 1979       | 1987       |
| Felipe Gil Gil           | UCD              | 1986       | 1986       |
| Ángel Blanco Moreno      | CDS              | 1987       | 1991       |
| Antonio Ruíz Sánchez     | PSOE             | 1991       | 2005       |
| Matías González López    | PSOE             | 2005       | 2011       |
| José Fernández Nogales   | PP               | 2011       | Actualidad |

## Corporación Municipal
Después de las elecciones municipales españolas de 2007, la corporación municipal queda constituida de la siguiente manera:

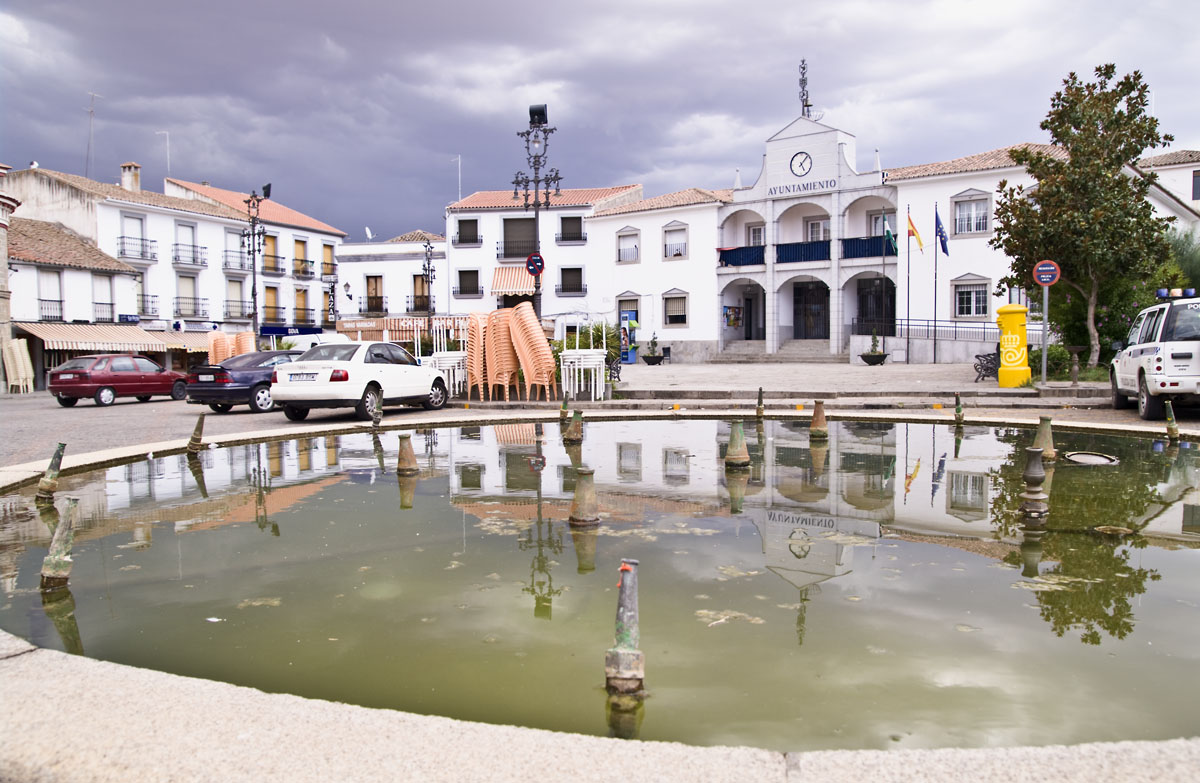
Ayuntamiento

- Partido Popular (PP): 7 concejales
- Partido Socialista Obrero Español (PSOE): 6 concejales
- Izquierda Unida (IU - IULVCA): 0 concejal
- Partido Andalucista (PA): 0 concejal
- Unión Progreso y Democracia (UPyD): 0 concejal

- Datos: Q5881865